# Müller – Die lila Logistik
Die Müller - Die lila Logistik SE (kurz: Lila Logistik) ist ein deutscher Logistikdienstleister mit Hauptsitz in Besigheim-Ottmarsheim und 23 Standorten in Deutschland, Polen und Tschechien. 87,3 % der Mitarbeiter sind in Deutschland, 12,7 % der Mitarbeiter sind an ausländischen Standorten tätig. 2023 konnte das Unternehmen einen Umsatz von rund 260 Mio. Euro erwirtschaften.

## Geschichte
Das Unternehmen Müller - Die lila Logistik wurde 1991 in Zuffenhausen von Michael Müller gegründet. 2001 änderte das Unternehmen seine Rechtsform und wurde eine Aktiengesellschaft. Im selben Jahr erfolgte der Börsengang an der Frankfurter Börse. Im Jahr 2004 wurden die ersten Auslandsniederlassungen in Österreich und Polen aufgebaut. Im Jahre 2009 wurde ein eigenes Beratungsunternehmen mit dem Namen Lila Consult gegründet. Im März 2021 wurde die Rechtsform des Unternehmens in eine Europäische Aktiengesellschaft geändert. Im Oktober 2022 hat die Müller - Die lila Logistik SE 100 % der Anteile an der Sigloch Distribution GmbH & Co. KG mit Sitz in Blaufelden sowie der Sigloch Distribution k.s. mit Sitz in Horšovský Týn (Tschechien) gekauft.

## Unternehmen
Die Marke Lila Logistik umfasst zwei Segmente. Dazu zählen Lila Operating für die klassische Umsetzung von Logistikdienstleistungen im Bereich Kontraktlogistik sowie Mehrwertdienste und der Bereich Lila Real Estate mit der Nutzung, Entwicklung und Vermietung von eigener Logistikimmobilien.
Die Unternehmensberatung der Lila Logistik unter der Marke Lila Consult angesiedelt und wurde im Laufe des Jahres 2021 in Lila Operating eingegliedert. Somit wird den Kunden vor der Übernahme ihrer operativen Abwicklung auch weiterhin eine individuelle Konzeptentwicklung angeboten.
Im Segment Lila Operating unterscheidet die Lila Logistik zwischen drei Services: Delivery (Transport, Shuttle, Home Delivery, Fulfilment & E-Commerce, Replenishment, Displays, Spare Parts, Reverse Logistics), Warehousing (Value Added Services, Handling, Quality Control, JIT/JIS, SMI, Production Logistics, Empties, Labeling, Ramp-up, X-Dock) und Assembling (Assembling, Pre-Assembling, Sequencing, Set-Building, Quality Control, Filing & Mixing, Kitting, Labeling).
Im Segment Lila Real Estate werden Immobilienflächen zur Dienstleistungserstellung unter dem vierten Service: Real Estate (Brown + Greenfield) mit den Bereichen Developing, Building, Managing und Optimizing angeboten.
Tätig ist das Unternehmen für Kunden der Branchen Automotive, Pharma, Konsumgüter, Industrial und Electronics, Books und Media, E-Commerce. Zu den Kunden zählen überwiegend große und mittelständische deutsche und europäische Unternehmen.

## Preise
- 2011: Deutscher Nachhaltigkeitspreis[9]
- 2014: Deutscher Logistik-Preis, verliehen an „Mercedes-AMG gemeinsam mit seinem Dienstleister Müller - Die lila Logistik“[10]